# The Hollywood Reporter
The Hollywood Reporter (THR) američki je zabavni tjednik osnovan 1930. godine. Časopis prati događanja iz svijeta filmske industrije, Hollywooda, zabave, mode, financija, zakona, tehnologije i politike. Sjedište časopisa se nalazi u Los Angelesu, u američkoj saveznoj državi Kaliforniji.
U vlasništvu je tvrtke Prometheus Global Media, koja je dio grupe Guggenheim Media's Entertainment Group, koja je i vlasnik Billboarda i Pret-a-Reportera.
Časopis je osnovao William R. "Billy" Wilkerson (1890. – 1962.) kao prvi hollywoodski zabavni tjednik. Prvo izdanje u prodaju je izašlo 30. rujna 1930. TIjekom sljedećih 10 godina, časopis se tisako nedjeljom, a u prodaju izlazio ponedjeljkom. Wilkerson je bio na čelu tjednika sve do svoje smrti 1962. godine, iako je svoju posljednju kolumnu napisao 18 mjeseci prije.
The Hollywood Reporter se izdaje 46 puta godišnje uz 4 dodatna izdanja koja su posvećena filmskom festivalu u Cannesu, berlinskom filmskom festivalu, filmskom festivalu u Torontu i Busanu. Prosječna naklada iznosi 74.000 primjeraka.
Časopis ima i svoju web stranicu pod adresom THR.com, koja je pokrenuta 2010. godine. Stranica sadrži novosti iz svijeta filma i zabave, recenzije i kritike, blogove, izvorne videozapise, galerije fotografija i filmsku glazbu. Do kolovoza 2013. stranicu je mjesečno posjećivana 12 milijuna puta.

## Vanjske poveznice
- Službena stranica